# Ayane (Vorname)
Ayane ist ein weiblicher Vorname.

## Herkunft und Bedeutung
Ayane ist ein vor allem in Japan verwendeter Name. 
Er ist abgeleitet von japanisch 彩 (aya), was Farbe bedeutet, oder von 綾 (aya) für Design oder Gestaltung oder von 絢 (aya), was brillantes Stoffdesign oder Kimono-Gestaltung bedeutet; kombiniert mit 音 (ne), das Klang heißt.

## Bekannte Namensträgerinnen
- Ayane Kurihara (* 1989), japanische Badmintonspielerin